# Текоатлский масатекский язык
Текоатлский масатекский язык (Mazateco de San Antonio Eloxochitlán, Mazateco de San Jerónimo Tecóatl, Mazateco del oeste, Northern Highland Mazatec, San Jerónimo Tecóatl Mazatec) — масатекский язык, на котором говорят в муниципалитетах Сан-Антонио-Элохочитлан, Сан-Лоренсо-Куанекуититла, Сан-Лукас-Сокиапан, Сан-Педро-Окопетатийо, Сан-Херонимо-Текоатл, Санта-Ана-Атейстлауака и Санта-Крус-Акатепек штата Оахака, а также около 4000 человек в муниципалитетах Сан-Себастьян-Тлакотепек и Пуэбла-де-Сарагоса штата Пуэбла в Мексике.